# Clair de lune (court métrage)
Pour les articles homonymes, voir Clair de lune (homonymie).
Pour plus de détails, voir Fiche technique et Distribution.
Clair de lune est un court métrage d'animation américain réalisé par Walt Disney Productions, prévu initialement comme une séquence de Fantasia (1940) fondée sur Clair de lune de Claude Debussy, il est sorti en 1996.
Une version modifiée et rebaptisée Blue Bayou a été diffusée comme une séquence du film La Boîte à musique,

## Synopsis
Stokowski apparait de face sur un fond bleu puis ses musiciens, en réalité des animateurs, et à nouveau le chef d'orchestre de dos avant qu'une pleine lune apparaisse dans un ciel légèrement nuageux. Dans un bayou embrumé la caméra s'avance vers un bosquet endormi par la nuit. Un héron y sommeille puis se réveille. Après quelques pas dans l'eau qui forme des cercles à la surface, l'oiseau s'envole à travers les arbres. il se pose à côté d'une cascade formée par une racine. La lune se reflète dans l'eau, perturbée par quelques ondulations. Un autre oiseau marche dans l'eau cherchant à se nourrir puis s'envole, alors rejoint par le premier. Les deux oiseaux s'envolent dans la nuit puis se fondent dans l'obscurité jusqu'à ce que la silhouette du chef d'orchestre réapparaisse.

## Fiche technique
- Titre original : Clair de lune
- Réalisateur : Sam Armstrong assisté de Lloyd Richardson
- Direction musicale : Ed Plumb
- Animateurs : Cy Young, Bob Totten, Broni Nelken, Harry Hamsell, Noel Tucker
- Layout : Robert Cormack, Van Luven
- Décors : John Hench, Nino Carbe et Nick Stahley
- Vérification : V. Papineau, Byron MacRae, Tom Conneally
- Producteur : Walt Disney
- Production : Walt Disney Pictures
- Distributeur : Buena Vista Pictures
- Format d'image : Couleur (Technicolor)
- Son : Mono
- Durée : 5 min
- Langue : (en)
- Pays :  États-Unis
- Date de sortie : 1996

## Commentaires
Le court métrage était presque terminé, totalement animé et sonorisé, pour la sortie du film Fantasia au début de l'année 1940 mais en raison de la longueur du film avec les sept séquences existantes, cette huitième ne fut pas intégrée. En février 1942, le film a été peint et encré pour ensuite être filmé en Technicolor mais il n'a pas été diffusé. En 1946, il a malgré tout été entièrement retravaillé, coupé et réenregistré, pour devenir la séquence Blue Bayou de La Boîte à musique (1946). Jusqu'en 1992, les tentatives de recréer la version originale de Clair de Lune ont échoué en raison de l'absence des animations coupées pour Blue Bayou et des sections avec Stokowski. Cette année-là, une version de travail de la séquence sur film nitrate a été retrouvée et a permis après restauration de retrouver l'œuvre voulue par Disney. D'après le copyright présent au début du film, la version a été finalisée en 1996.